# Scissurella manawatawhia
Scissurella manawatawhia là một loài ốc biển nhỏ, là động vật thân mềm chân bụng sống ở biển trong họ Scissurellidae.